# Marie-Christine Calleja
Marie-Christine Calleja (14 gennaio 1964) è un'ex tennista francese.

## Carriera
In carriera ha raggiunto nel singolare la 32ème posizione della classifica WTA, mentre nel doppio ha raggiunto il 505º posto. Nei tornei del Grande Slam ha ottenuto il suo miglior risultato raggiungendo le semifinali di doppio misto all'Open di Francia nel 1984, in coppia con l'australiano Charles Fancutt.
In Fed Cup ha disputato un totale di 3 partite, ottenendo una vittoria e 2 sconfitte.